# Conicofrontia sesamiodes
Conicofrontia sesamiodes là một loài bướm đêm trong họ Noctuidae.